# Dicranomyia (Dicranomyia) veternosa
Dicranomyia (Dicranomyia) veternosa is een tweevleugelige uit de familie steltmuggen (Limoniidae). De soort komt voor in het Palearctisch gebied.